# Planstyrelsen
Planstyrelsen var en dansk myndighed under Miljøministeriet. Styrelsen eksisterede fra 1975 til 1993. Den blev afløst af Skov- og Naturstyrelsen.
Planstyrelsen blev oprettet med hjemmel i bekendtgørelse nr. 541 af 27. oktober 1975. Den tog sig af administrationen af lovgivningen om fysisk planlægning, lovene om byplaner, by- og landzoner, lands- og regionplanlægning, regionplanlægning i hovedstadsområdet, sommerhuse og campering mv., tilbudspligt, Statens Bygge- og Boligfond, offentlige veje, byggeloven og byggelov for Staden København.
I 1986 nævnes det, at styrelsen desuden havde beføjelser iht. lovene om kommuneplanlægning, ekspropriation og byudvikling, støtte til små øsamfund, mens lov om byplaner og byggelov for Staden København i  mellemtiden var bortfaldet. Endvidere nævntes de kollegiale organer, for hvilke Planstyrelsen havde sekretariatsfunktion (Miljøankenævnet for visse sagers vedkommende, Byplannævnet, Tilbudspligtnævnet, Kontaktudvalget med de Kommunale Organisationer).
Miljøministeriets Sektorudvalg blev pr. 1. november 1984 overtaget af Planstyrelsen. Ved
bekendtgørelse nr. 897 af 15. december 1980 blev lov om bygningsfredning pr. 1. januar 1987 henlagt fra Fredningsstyrelsen til Planstyrelsen, og samtidig blev Planstyrelsens beføjelser vedrørende kommuneplanlægning ændret. Pr. 1. juli 1989 overtog  Planstyrelsen trafikområdet (dvs. trafik- og støjforurening) fra Miljøstyrelsen.
I Planstyrelsens tid som myndighed blev SAVE-systemet til registrering af bevaringsværdier etableret (påbegyndt 1987 under kontorchef Gregers Algreen-Ussing), og de første kommuneatlas med lokale resultater af SAVE-analysen blev produceret (fra 1991).